# Stazione di Geumcheon-gucheong
La stazione di Geumcheon-gucheong (금천구청역 - 衿川區廳驛, Geumcheon-gucheong-yeok) è una stazione ferroviaria di Seul situata sulla linea Gyeongbu, da cui si dirama la linea KTX Gyeongbu per i servizi alta velocità coreani, e servita dalla linea 1 della metropolitana di Seul, nel quartiere di Geumcheon-gu, a sud-ovest del centro della capitale sudcoreana.

## Linee e servizi
Sebbene tutte le linee passanti per questa stazione siano chiamate come linea 1 della metropolitana, di fatto la stazioen è il punto di distacco della linea KTX Gyeongbu dalla linea Gyeongbu tradizionale. I treni KTX provenienti da Seul o Yongsan provengono dalla linea Gyeongbu e, senza fermare a questa stazione, proseguono sulla linea ad alta velocità. Oltre ad essi, da qui partono dei treni navetta, chiamati Gwangmyeong Shuttle per dare accesso alla stazione di Gwangmyeong, dove è possibile quindi utilizzare i treni KTX.
Korail
● Linea 1 (ufficialmente, linea Gyeongbu) (Codice: P144)

## Struttura
La stazione di Geumcheon-gucheong è composta da due banchine a isola a livello del terreno, serventi due binari. Le banchine sono collegate da una passerella al fabbricato viaggiatori, e un ulteriore sovrappassaggio li scavalca per permettere di uscire al lato ovest.
| 1 | ● Linea 1 | Locali per Seodongtan, Suwon, Cheonan e Sinchang               |
| 1 | ● Linea 1 | Gwangmyeong shuttle per Gwangmyeong                            |
| 2 | ● Linea 1 | Espresso B per Suwon, Cheonan, Sinchang                        |
| 3 | ● Linea 1 | Espresso B per Yeongdeungpo e Seul                             |
| 4 | ● Linea 1 | Gwangmyeong shuttle per Gasan Digital Complex, Guro e Sindorim |
| 4 | ● Linea 1 | Locali per Yongsan, Seul, Cheongnyangni e Soyosan              |

## Stazioni adiacenti
| «                           | Servizio   | »           |
| Linea 1                     | Linea 1    | Linea 1     |
| --------------------------- | ---------- | ----------- |
| Doksan                      | Locale     | Seoksu      |
| Seul Yeongdeungpo           | Espresso B | Anyang      |
| Gli espressi A non fermano  |            |             |
| Linea 1 Gwangmyeong Shuttle |            |             |
| Doksan                      | Locale     | Gwangmyeong |